# Weißenburg in Bayern
Weißenburg in Bayern (che in tedesco significa "castello bianco") è un comune tedesco di 17 648 abitanti, situato nel Regierungsbezirk della Media Franconia, nel land della Baviera.
La cittadina è il capoluogo e centro maggiore del circondario di Weißenburg-Gunzenhausen, nato dall'unione dei 2 circondari formanti il nome dell'attuale.

## Storia
Weißenburg era l'antica Biriciana di epoca romana. Fu sede di un importante forte di truppe ausiliarie romane permanenti, a partire dall'epoca antonina, appartenente al sistema difensivo del limes germanico-retico.
Le dimensioni del forte erano di 240 × 160 metri, e qui risiedette, nel periodo delle Guerre marcomanniche, l'Ala quingenaria di cavalleria I Hispanorum Auriana (formata da circa 500 cavalieri).

## Geografia fisica
Weißenburg, immersa nel "Naturpark Altmühltal", si trova a circa 50 km a sud di Norimberga, ed oltre 60 dalla cittadina danubiana di Donauwörth.

### Frazioni
Dettenheim, Emetzheim, Gänswirtshaus, Haardt, Hagenbuch, Hammermühle, Hattenhof, Heuberg, Holzingen, Kattenhochstatt, Kehl, Laubenthal, Markhof, Niederhofen, Oberhochstatt, Potschmühle, Rohrberg, Rohrwalk, Rothenstein, Schmalwiesen, Stadelhof, Suffersheim, Weimersheim, Weißenhof, Wülzburg.

## Infrastrutture e trasporti
Weißenburg conta una stazione ferroviaria, per transiti regionali, sull'importante linea Monaco-Augusta-Norimberga-Berlino; che ha come stazione importante la vicina Treuchtlingen. Nelle vicinanze, a Pleinfeld, si dirama una linea minore per Gunzenhausen.
L'arteria stradale principale su cui si trova è la Bundesstraße 2, strada federale che percorre in lungo la Germania (dal lato orientale), dal confine polacco a quello austriaco, toccando Berlino e Monaco.

## Turismo
Fra i punti d'interesse turistico, sono da segnalare l'Ellinger Tor, il Castello Biriciana ed il municipio.

### Galleria d'immagini

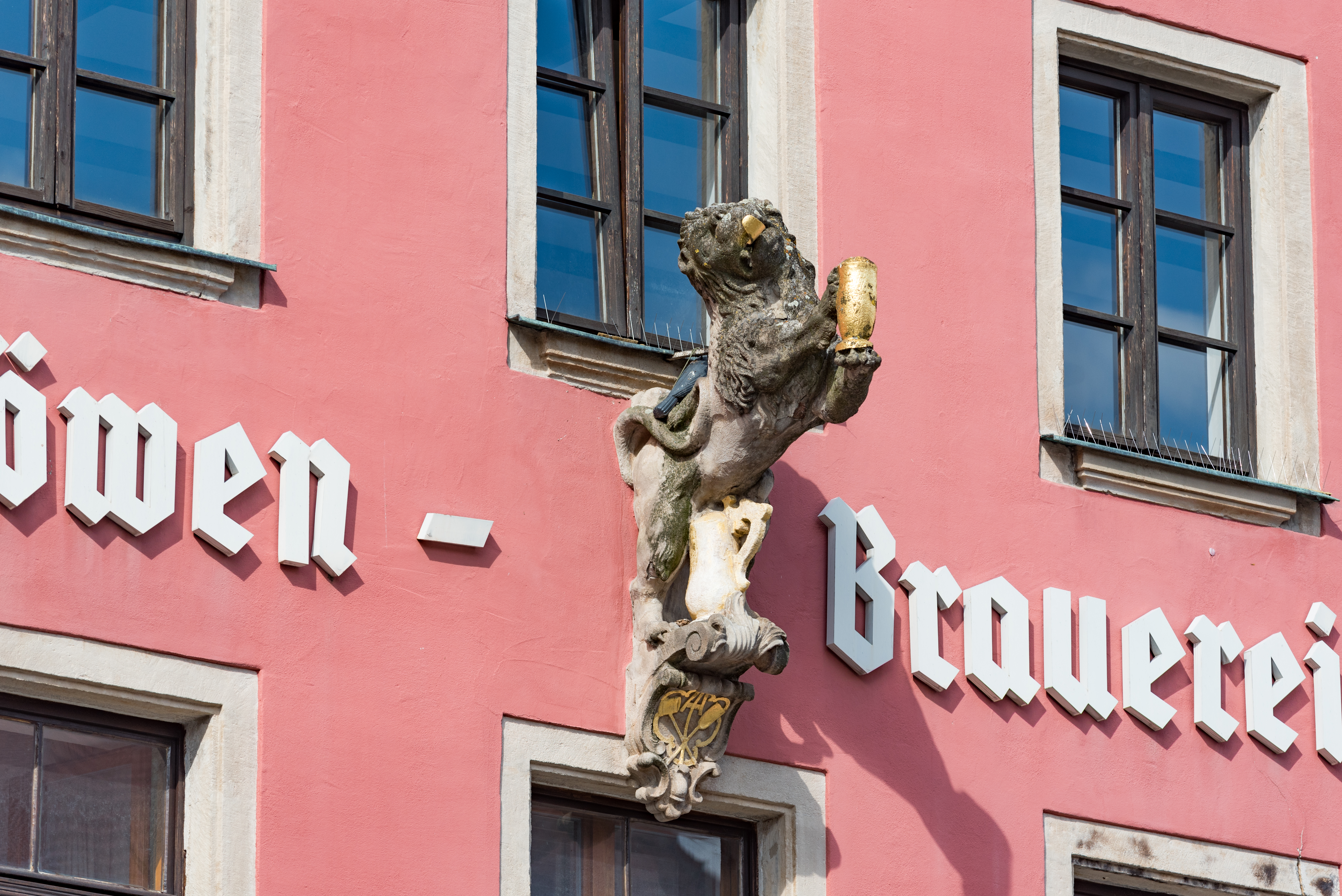
Weißenburg in Bayern, Luitpoldstraße 1 20170819 011

| Castello Biriciana | Municipio | Porta del castello |